# Abronia ameliae
Abronia ameliae är en underblomsväxtart som beskrevs av Cyrus Longworth Lundell. Abronia ameliae ingår i släktet Abronia och familjen underblomsväxter. Inga underarter finns listade i Catalogue of Life.

## Bildgalleri

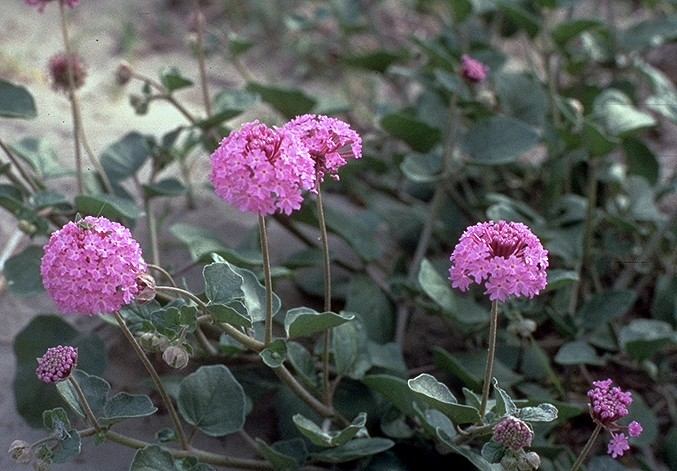